# Крацювання
Крацювáння — процес обробки поверхні металевих виробів щітками з волосу чи м'якого дроту. Остання використовується з водою — для видалення травильного шламу, чи сухою — для виправлення дефектів покриттів (зубчастих чи шишкоподібних). У деяких випадках підготовки до покриття застосовують мокре крацювання із застосуванням розчину віденського вапна, соди тощо.
Крацювáння використовують для декоративного оздоблення виробу, а також як підготовчу операцію очищення виробу перед подальшою обробкою.
Крацювáння може виконуватися вручну металевими щітками різної жорсткості, або з використанням механізмів (електроінструмент чи верстати з металевими щітками).
Крацювáння жорсткими щітками дозволяє отримати матову поверхню виробу, при обробці м'якими щітками — блискучу чи напівблискучу поверхню.